# 青森県道151号蒔田五所川原線
青森県道151号蒔田五所川原線（あおもりけんどう151ごう まきたごしょがわらせん）は青森県五所川原市を通る一般県道である。

## 概要
五所川原市金木町蒔田で青森県道2号屏風山内真部線から分岐し、岩木川に沿って南下してJR東日本五能線と交差後に五所川原市字柏原町で国道101号に接続する。

### 路線データ
- 起点 : 五所川原市金木町蒔田[1]（青森県道2号屏風山内真部線交点）
- 終点 : 五所川原市[1]（国道101号交点）

## 歴史
- 1961年（昭和36年）2月10日 - 県道に認定される[1]。

## 路線状況

### 重複区間
- 青森県道164号林五所川原線 青森県五所川原市鶴ケ岡・地内

## 地理

### 交差する道路
- 青森県道2号屏風山内真部線（五所川原市金木町蒔田、起点）
- 青森県道164号林五所川原線（五所川原市鶴ケ岡）
- 青森県道164号林五所川原線（五所川原市鶴ケ岡）
- 青森県道163号沖飯詰五所川原線（五所川原市柏原）
- 国道101号（五所川原市柏原、終点）

### 沿線の施設
- 五所川原市立三好小学校
- 三好郵便局
- ごしょつがる農業協同組合三好支店